# Bāveh
Bāveh (persiska: باوه) är en ort i Iran.   Den ligger i provinsen Västazarbaijan, i den nordvästra delen av landet, 500 km väster om huvudstaden Teheran. Bāveh ligger 1 621 meter över havet och antalet invånare är 172.
Terrängen runt Bāveh är kuperad. Runt Bāveh är det ganska tätbefolkat, med 80 invånare per kvadratkilometer. Närmaste större samhälle är Kānī Zard, 10,1 km nordväst om Bāveh. Trakten runt Bāveh består i huvudsak av gräsmarker.